# Freimut Duve

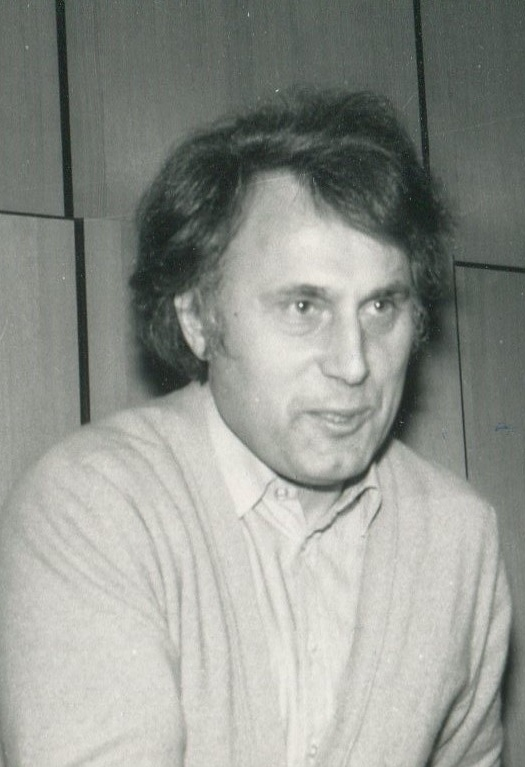
Freimut Duve (1979)

Freimut Duve (* 26. November 1936 in Würzburg; † 3. März 2020 in Hamburg) war ein deutscher Publizist und Politiker. Er war von 1980 bis 1998 für die Sozialdemokratische Partei Deutschlands (SPD) Abgeordneter des Deutschen Bundestages, wurde jedoch auch durch sein literarisches Engagement bekannt.

## Familie
Freimut Duve war der Sohn der Hildegard Duve (1907–1980) und des Journalisten Bruno Herzl. Sein Vater († vor 1945) stammte aus der in Osijek beheimateten jüdischen Familie Herzl und war ein Großneffe von Theodor Herzl, dem Begründer des politischen Zionismus. Nach dem Ende des Zweiten Weltkriegs erhielten Hildegard Duve und Freimut die Nachricht, dass die väterliche Familie in Osijek von der Ustascha getötet worden war.
Duves Großvater mütterlicherseits war Kaufmann in Altona. Seine Großmutter mütterlicherseits stammte aus der in Lemkendorf (Fehmarn) ansässigen, wohlhabenden Bauernfamilie Mildenstein, die sich nach dem Verkauf ihres landwirtschaftlichen Besitzes in Lübeck als Privatiers niederließen. Duves Mutter war in Deutschland eine der ersten Frauen, die das Examen als Steuerberaterin bestand.
Duve war mit der Journalistin Karin Weber-Duve verheiratet und hatte drei Töchter, darunter die Journalistin und Autorin Tamara Dietl, die der Verbindung Duves mit der Lehrerin Gulnar Abdel Magid entstammt.

## Leben

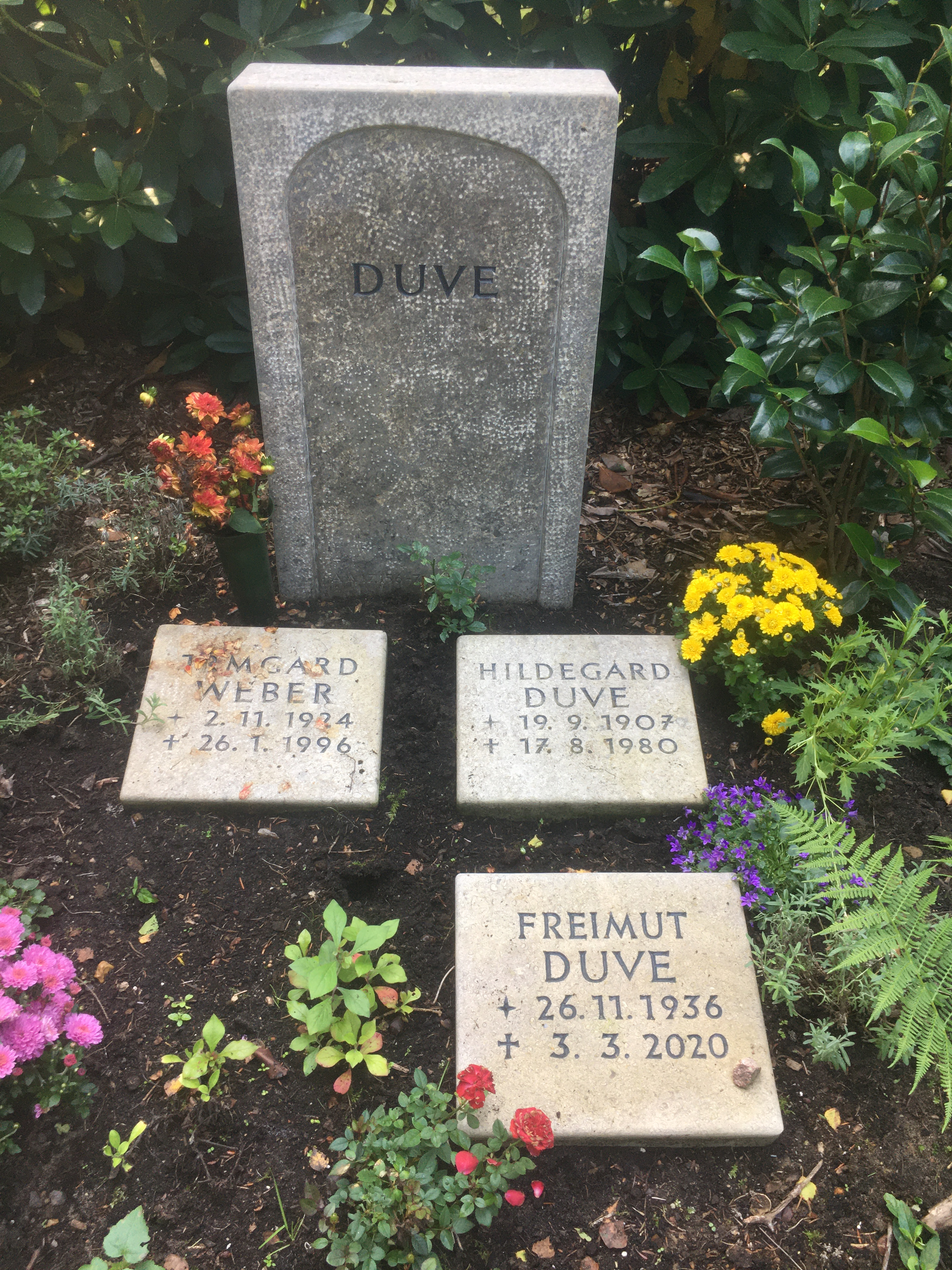
Grabstätte auf dem Friedhof Ohlsdorf

Freimut Duve wuchs in Hamburg auf, wo er auch 1943 die Luftangriffe der Operation Gomorrha erlebte. Von 1946 bis 1951 besuchte er die Rudolf Steiner Schule Hamburg-Wandsbek in Hamburg. Danach wechselte Duve zunächst zum Schloss Hamborn und 1954 zu einer Waldorfschule nach Stuttgart, wo er sein Abitur machen konnte. Weil Duve ursprünglich Schauspieler werden wollte, war er für eine kurze Zeit Regieassistent am Theater im Zimmer in Hamburg. Schließlich studierte er an der Universität Hamburg die Fächer Geschichte, Anglistik und Soziologie. Für das Studium der britischen Kolonialgeschichte absolvierte er 1961 einen Forschungsaufenthalt in Südafrika und Rhodesien. Erfahrungen als Journalist sammelte er bereits während des Studiums.
Anfang der 1960er Jahre war Duve Beauftragter der Hamburger Universität für die ausländischen Studenten. Etwa ab dem Jahr 1965 kümmerte er sich um die damals so genannten „Gastarbeiter“ und begann, mit seiner damaligen Ehefrau Sprachkurse für Ausländer zu geben.
Von 1966 bis 1969 hatte Freimut Duve eine Anstellung als persönlicher Referent des Hamburger Wirtschaftssenators Helmuth Kern. Anschließend war er bis 1970 Redakteur beim Stern. Von 1970 bis 1989 arbeitete Duve als Lektor im Rowohlt Verlag. Hier war er Herausgeber der Buchreihe rororo aktuell und im Herbst 1974 der Begründer des Magazins Technologie und Politik. Die Themenbereiche umfassten u. a. Wirtschaftswachstum, technischer Fortschritt, multinationale Konzerne, Energiepolitik und Entwicklungspolitik. Zum Beratergremium des Magazins zählten Ulrich Albrecht, André Gorz, Ivan Illich, Joachim Israel und Jochen Steffen. Von 1990 bis 1992 übernahm Duve die Herausgabe der Essay-Reihe Luchterhand Essay. Duve war Mitglied im PEN-Zentrum Deutschland. Er starb im März 2020 nach langer Krankheit im Alter von 83 Jahren und wurde auf dem Friedhof Ohlsdorf beigesetzt.

## Politik

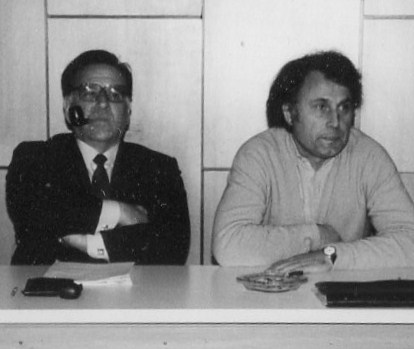
Eugen Glombig und Freimut Duve (1979)

1966 trat Freimut Duve der Sozialdemokratischen Partei Deutschlands (SPD) bei. Im Wahlkampf zur Landtagswahl 1971 unterstützte er – gemeinsam mit Siegfried Lenz und Günter Grass im Rahmen der schleswig-holsteinischen Wählerinitiative – den Kandidaten Jochen Steffen. Dem Hamburger SPD-Landesvorstand gehörte Duve von 1974 bis 1989 an.
1979 kandidierte Duve innerparteilich gegen den Sozialexperten Eugen Glombig um einen Listenplatz für die Bundestagswahl im folgenden Jahr und gewann mit einer Stimme Vorsprung. Von 1980 bis 1998 war er für die SPD Mitglied des Deutschen Bundestages. 1998 unterlag Duve bei der Nominierung für sein bisheriges Hamburger SPD-Direktmandat dem bisherigen Bezirksversammlungsvertreter Johannes Kahrs: Dessen Gefolgsleute innerhalb der SPD warfen Duve mangelnde Basisnähe aufgrund seines umfangreichen internationalen und beruflichen Engagements vor. Angeblich hätte er bei Parteiveranstaltungen „Ortsvereinsvorsitzende nicht erkannt“.
Von 1998 bis Dezember 2003 war Duve erster OSZE-Beauftragter für die Freiheit der Medien der OSZE mit Sitz in Wien. Sein Nachfolger in diesem Amt wurde im März 2004 der Ungar Miklós Haraszti.

## Ehrungen
- 1997: Hannah-Arendt-Preis für politisches Denken gemeinsam mit Joachim Gauck
- 2004: Großes Bundesverdienstkreuz

## Mitgliedschaft
- Kuratorium der Jungen Presse NRW e. V.

## Veröffentlichungen (Auswahl)
Autor
- Der Rassenkrieg findet nicht statt. Entwicklungspolitik zwischen Angst und Armut. Econ, Düsseldorf 1971, ISBN 978-3-430-12264-1.
- Vom Krieg in der Seele. Rücksichten eines Deutschen. Rowohlt, Reinbek 1998, ISBN 3-499-60486-8.
- Kulturpolitik, auswärtig. In: Robert Picht u. a. (Hrsg.): Fremde Freunde. Deutsche und Franzosen vor dem 21. Jahrhundert. Piper, München 2002, ISBN 3-492-03956-1, S. 377–383.

Herausgeber
- Kap ohne Hoffnung oder Die Politik der Apartheid. Rowohlt, Reinbek 1965.[10]
- Die Restauration entläßt ihre Kinder oder Der Erfolg der Rechten in der Bundesrepublik. Rowohlt, Reinbek 1968.
- Technologie und Politik. Das Magazin zur Wachstumskrise. Reinbek Nr. 1/1975 bis Nr. 22/1985.
- Briefe zur Verteidigung der Republik. (Mit Heinrich Böll und Klaus Staeck.) Rowohlt, Reinbek 1977, ISBN 3-499-14191-4.
- Aufbrüche. Die Chronik der Republik 1961 bis 1986. (In Zusammenarbeit mit Friedrich Krotz.) Rowohlt, Reinbek 1986, ISBN 978-3-499-15920-6.